# 四海壶具博物馆
四海茶壶博物馆是位于中華人民共和國上海市嘉定区的一家私人茶壶博物馆，建築面積500平方米。它也是中華人民共和國成立以來上海境內的第一家私人博物馆。 四海茶壶博物馆由许四海于1992年12月18日创办。 

## 展覽
四海壶具博物馆藏有历代壶具1000余件，其中有明代惠孟臣的柚子壶、清代陈鸣远的元珠壶、邵大亨的掇口壶、陈曼生的提梁壶、冯桂的梅桩壶等。
陈列展览室以壶为主题，展出历代名壶200余件。有新石器时代彩陶、秦朝和汉朝的釉陶、西晋的青瓷、唐代的唐三彩、明清紫砂。
该馆還设有陶艺工作室、窑炉烧制设备、紫砂经销店。